# Széchenyi Pihenőkártya
A Széchenyi Pihenőkártya (SZÉP-kártya) kibocsátásáról a magyar kormány 2011. március 30-ai ülésén döntött. A munkáltatók évi 300.000 forint értékben adhatják a munkavállalóknak járulékmentesen, kedvező adózással. A munkáltató a keretösszegen felül is utalhat a kártyára, de ezt az összeget az egyéb jövedelmekkel azonos járulékok terhelik. Minden munkavállaló egy társkártyát kaphat térítésmentesen. 2012 májusában 9300 elfogadóhellyel kötöttek szerződést és több mint 400 ezer SZÉP-kártyát hoztak forgalomba.

## Bevezetés
A 2008-2009-es gazdasági világválság a magyar belföldi turisztikai, vendéglátói piacot alapjaiban rengette meg, így szükségszerűvé vált, hogy megoldás szülessen a problémára.  2010 után egyre több hír keringett arról, hogy a kormány szeretné alapjaiban megreformálni a hazai cafeteria-rendszert, ám a "reformáció" hivatalos bejelentésére csak 2011 tavaszán került sor Szatmáry Kristóf, a Nemzetgazdasági Minisztérium államtitkárának jóvoltából. A hivatalos megerősítés pillanatában számtalan kérdés tisztázatlan volt az új szisztémával kapcsolatban, de a Széchenyi Pihenőkártya (rövidebb nevén a SZÉP-kártya) középpontba állítása már akkor szóba került, mint a hazai szálláshely-szolgáltatás és vendéglátás piacának fellendítője. Az államtitkár az új cafeteria-rendszer bejelentésekor kiemelte, hogy a kártya 2012. január elsejével kerül majd teljes körű bevezetésre, ezzel párhuzamosan pedig az addigi legnépszerűbb béren kívüli juttatási forma, avagy az Üdülési Csekk az év végéig kivezetésre kerül. A SZÉP-kártya bemutatásakor világossá vált, hogy az új rendszer teljes egészében szeretné felváltani a korábbi – lényegesen költségesebb –papír alapú formát, az elektronikus utalványkártya esetében pedig nem csak a munkavállalóknak, hanem az elfogadóhelyeknek is lényegesen kevesebb járulékos költségük lesz, hiszen a korábbi 6 százalékos jutalék helyett mindössze 1,5 százalékkal kell számolniuk.

## Az első tervek
A kormány 2011 nyarán véglegesítette először a SZÉP-kártyával kapcsolatos tervezeteit. Ekkor ugyan még csak évi 300 ezer forintban maximalizálták az adható béren felüli juttatások összegét, de már kialakították a három lehetséges alszámlát – szálláshely, meleg étel, rekreáció –, illetve bevezették a társkártyák lehetőségét, amelynek keretein belül a kártyatulajdonoson családtagjai számára 1500 forintos felár ellenében lehetségessé vált újabb SZÉP-kártyák igénylése. Még 2011 nyarán történt, hogy az OTP Bank – még csak jelképesen ugyan, de – átadta az első SZÉP-kártyát, amit azután több ezer további utalványkártya követett. A pénzintézet hamar megközelítette a százezer kibocsátott Széchenyi Pihenőkártyát, ám a lendületet és az egyeduralmat visszavetette, hogy az új rendszerhez csakhamar az MKB Bank és a K&H bank is jelezte csatlakozási szándékát.

## A három alszámla
Matolcsy György nemzetgazdasági miniszter 2011 szeptemberében jelentette be, hogy 2012 januárjától az új cafeteria-rendszer kibővülve és megújulva hivatalosan is életbe léphet. Ekkor már véglegesítésre került a SZÉP-kártya három lehetséges alszámlája, illetve a munkavállalóknak szánt éves keretet is 450 ezer forintra növelték, amelyből 225 ezer Ft szálláshelyekre, 150 ezer Ft meleg étkezésre, a maradék 75 ezer Ft pedig rekreációs szolgáltatásokra használható fel. Már szeptemberben felmerültek az első szóbeszédek azzal kapcsolatban, hogy a SZÉP-kártyát nem lehet a jövőben internettámogatásra felhasználni, de a lakbértámogatást még valamilyen formában integrálhatják a januári indulásig, ám 2012 májusáig nem történt előrelépés az ügyben. 2011 szeptemberében a K&H bank hivatalosan is megerősítette csatlakozását a SZÉP-kártya rendszerhez, októbertől pedig meg is kezdték tevékenységüket, amit novemberben az első K&H bankos SZÉP-kártya formális átadása követett, így az év végére már három bank volt jelen az új cafeteria piacon.

## Gazdasági hatások
A kormány első ízben 2011 őszének utolsó havában közölt információkat a SZÉP-kártya és a magyar gazdaság közötti kölcsönhatásokról, amelyeket elsősorban előnyként neveztek meg, hiszen amennyiben valóra válik az állami vezetők számítása, úgy az abszolút pozitívan hat majd a hazai vendéglátói szektorra, sőt, még a GDP-t is megnövelheti. A kormánnyal ellentétben a szolgáltatók és a korábbi cafeteria utalványokat forgalmazó vállalatok is aggodalmukat fejezték ki azzal kapcsolatban, hogy a SZÉP-kártya képes lesz-e helyettesíteni a korábbi béren kívüli juttatásokat. Ugyanis ha az új kártya nem ér célba, annak beláthatatlan következményei lehettek: a pesszimista prognózisok szerint 2012-ben 100 milliárd forintos vásárlóerő-csökkenést és 20 milliárd forintos adókiesést jelenthetett volna a költségvetésnek. A Magyar Szállodák és Éttermek Szövetségének képviselete 2011 év végén bejelentette, hogy hiába jelent már meg több tízezer utalványkártya a piacon, ők alig találkoztak olyan vendéggel, aki ezzel szerette volna kifizetni az igénybe vett szolgáltatásokat. A Nemzetgazdasági Minisztérium a szövetség aggodalmát eloszlatva elmondta, hogy a SZÉP-kártya majd csak 2012-ben válik a hazai cafeteria-rendszer jellemzőjévé és meghatározójává.

## Egyre népszerűbb a SZÉP-kártya
A minisztériumnak, mint utólag kiderült, igaza volt: az OTP bank ugyanis 2012 januárjában elmondta, hogy egyre több és több munkáltató jelentkezik náluk az új béren felüli juttatás miatt, csak januárban ugyanis 2 000 munkaadóval kötött szerződést a pénzintézet, ami tavasszal egyre csak növekedett. Alig két hónap alatt – márciusig bezárólag – az OTP már 9 000 munkáltatóval és 12 000 elfogadóhellyel állt szerződésben, illetve az első tavaszi hónap végére már 355 ezer SZÉP-kártyát hozott forgalomba. Szatmáry Kristóf, a Nemzetgazdasági Minisztérium államtitkára ezzel kapcsolatban bejelentette, hogy az összes bankot együttvéve március 20-ig már közel 400 ezer SZÉP-kártya volt megtalálható a piacon, amelyekre 10 milliárd forintnyi összeg került béren felüli juttatásként. A dinamikus növekedés természetesen tovább folytatódott áprilisban is, a három kibocsátó együttesen már közel 13 ezer munkáltatóval állt szerződésben, és 423 ezer dolgozó rendelkezett SZÉP-kártyával, ami egy hónap alatt 20 százalékos növekedést jelentett összességében. A Nemzetgazdasági Minisztérium a híreket követően elmondta, hogy ezzel együtt már 18 200 SZÉP-kártya elfogadóhely volt az országban április közepéig, az új szisztéma fellendülését pedig nagyban elő fogja segíteni, hogy a hónap végéig az összes bank POS-termináljának el kell fogadnia a kurrens pénzintézet által kibocsátott utalványkártyákat. A POS-terminálok átjárhatósága ezzel ugyan megoldódott, de kiderült, hogy a szolgáltatóknak így már csak akkor van értelme elfogadniuk a SZÉP-kártyát, ha saját elfogadórendszert üzemeltetnek, máskülönben az idegen SZÉP-kártyaelfogadó helyeken használt kártyák után az adott pénzintézet számára újabb 0,3 százalékos jutalék jut.

## Az első felmérés
Ezzel egy időben a Cafeteria TREND magazin napvilágra hozott egy általuk készített és reprezentatívnak tekinthető felmérést, amiből kiderült, hogy a SZÉP-kártyatulajdonosok milyen felhasználási lehetőségeket hiányolnak leginkább az új cafeteria-rendszer akkor már legnépszerűbb eleméből. A legtöbb válaszadó az uszodai belépő, valamint a mozijegy vásárlási lehetőség hiányát sérelmezte, de sokaknak hiányoztak a sportolási lehetőségekhez és az utazáshoz kapcsolódó kedvezmények is.

## Biztonsági hiba
2012 áprilisban általános riadalmat keltett az a Balabit IT Security által kiadott közlemény, amelyben arról lehetett olvasni, hogy rendkívül védtelennek nevezhetők a SZÉP-kártyákon megtalálható pénzösszegek, hiszen egy általános fizetési bizonylat elegendő ahhoz, hogy bárki felhasználhassa – például online tranzakcióhoz – más SZÉP-kártyáját úgy, hogy az teljesen visszaellenőrizhetetlen maradjon. Az utalványkártya használatához ugyanis még PIN-kód-ra sincs szükség ahhoz a fizetéshez. A Nemzetgazdasági Minisztérium a biztonsággal kapcsolatos kérdésekben 2012 májusáig nem szolgált megnyugtató magyarázattal, de Körtvélyessy László miniszteri biztos elmondta, hogy ennél sokkal fontosabb a hazai gazdaság, a SZÉP-kártya használatával ugyanis akár 0,2 százalékkal is megnövelhető lesz a GDP értéke, ami nem kevesebb, mint 20 milliárd forintos pótlólagos forgalmat jelent a turizmus és a vendéglátás számára. Az új cafeteria-rendszerrel ugyanis megkerülhetetlenné válik az adózás, szemben a korábbi béren felüli juttatás elemeivel.

## 2012 május
2012 májusának első napjaiban napvilágot látott felmérés szerint a megújult cafeteria-rendszer legnépszerűbb elemévé a SZÉP-kártya lépett elő. A három kibocsátó pénzintézet által végzett kutatás szerint az utalványkártyát eddig leginkább a vendéglátóhelyeken vették használatba, így elsősorban a vendéglátósok érezhették a SZÉP-kártya bevezetésének hatásait, de szorosan mögöttük a szálláshelyeken is egyre nagyobb számban fordult elő az új cafeteria kártya. A jövőben ezek az arányok természetesen kiegyenlítődhetnek, a nyári nyaralások alkalmával ugyanis a forgalmazók és szolgáltatók is arra számítanak, hogy a SZÉP-kártya szálláshely-szolgáltatásokra felhasználható alszámlája is egyre népszerűbbé válik. A K&H bank adatai szerint ügyfeleik 2012 májusáig 57 százalékban a meleg étkezésre feljogosító alszámlára utaltatták a legtöbb pénzt, míg 29 százalékuk a szálláshely szolgáltatásokat részesítette előnyben és csak 14 százalékuk kért a rekreációs zsebbe is a béren felül adható juttatásból. A pénzintézetnél átlagosan 20 ezer forintot töltött fel az általuk kibocsátott SZÉP-kártyákra, amelyekből eleddig 150 ezret bocsátottak ki a saját cégérük alatt. Az MKB által közölt adatok szerint ugyanakkor májusig már 102 ezer tranzakciót számoltak össze, mellyel 42 millió forintnyi pénzösszeg cserélt gazdát, míg az OTP bejelentette, hogy már 9300 elfogadóhellyel kötött szerződést és immáron több mint 400 ezer SZÉP-kártyát hoztak forgalomba.

## Növekvő népszerűség
A SZÉP-kártyák népszerűsége 2012 május elején is folyamatosan nőtt, bár a legtöbb hazai szálláshely szolgáltató arról tett bejelentést, hogy egyelőre még mindig nem érzik az utalványkártyák jelenlétét a piacon. Dr. Hevessy Gábor, a Hotel Aquinqum igazgatója például elmondta, hogy a májusi hosszúhétvégén semmit sem változott a SZÉP-kártya miatt a foglalások száma, amelyek megegyeztek a korábbi években megtapasztalt átlagokkal. A növekedés iramát veszélyeztetheti az a tény, hogy egyre kevesebb hazai mikro-, kis- és középvállalkozás ad manapság dolgozóinak béren felüli juttatásokat, így nem kizárt, hogy tömegével lesznek olyan dolgozók, akik Üdülési Csekket és meleg étkezési utalványt még kaptak, de az új cafeteria-rendszerben semmilyen formában nem vesznek részt, így például SZÉP-kártyát sem kaphatnak. Németh László, a K&H bank marketing főosztályvezetője ezzel kapcsolatban elmondta, hogy mindezek ellenére is kizárólag a SZÉP-kártya volt az egyetlen új cafeteria elem, amely képes volt komolyabb növekedést felmutatni a jelenlegi gazdasági helyzetben. Május első hetében kiderült továbbá, hogy a SZÉP-kártya egyre népszerűbbé válik a hazai jegyirodákban is, a Szegedi Szabadtéri Játékokra például egyre több olyan néző érkezik, aki SZÉP-kártyával vásárolja meg belépőjegyét, ezt a növekedést pedig a társulat vezetése is egyre inkább érzékelte a közelmúltban.

## Az Európai Bíróság ítélete 2016-ban
Az Európai Bíróság 2016. februárjában a Magyar Állam terhére kötelezettségszegést állapított meg a SZÉP-kártya és a hasonló cafeteria-elemek szabályozásával kapcsolatban.

### A Bíróság által megállapított kötelezettségszegések
"A bíróság ítélete szerint:
- Az, hogy a más tagállamban letelepedett vállalkozások magyarországi fióktelepei nem bocsáthatnak ki SZÉP-kártyát, sérti az uniós irányelvet, ami szerint a tagállamok nem akadályozhatják a szolgáltatókat abban, hogy milyen formában akarnak működni egy tagállamban.
- A magyar jog bizonyos körülmények között arra kötelezi a SZÉP-kártya kibocsátóit, hogy a magyar jog szerint létrejött gazdasági társaság (rt. vagy kft.) formájában működjenek, és kötelesek olyan gazdasági társaság leányvállalataként működni, amely maga is a magyar jog szerint jött létre. A bíróság szerint a magyar jogi szabályozás megsérti az unió irányelvét, mert az, hogy a szolgáltatók székhelyének Magyarországon kell lennie, hátrányos megkülönböztetésnek minősül.
- Az is a külföldi szolgáltatókat helyezi hátrányos helyzetbe, hogy a magyar szabály szerint a SZÉP-kártya kibocsátóinak minden 35 ezer főnél nagyobb magyar településen ügyfelek számára nyitva álló helyiséget kell fenntartaniuk. Ennek csak a magyarországi székhellyel rendelkező pénzintézetek képesek eleget tenni.
- A magyar szabály azt is előírja, hogy aki 35 ezer főnél nagyobb magyar településen akar SZÉP-kártyát kibocsátani, annak magyarországi telephellyel kell rendelkeznie.
- A bíróság szerint az nem indokolja  a Magyar Nemzeti Üdülési Alapítvány Erzsébet-utalvány kibocsátási monopóliumát, hogy a bevételét szociális célokra fordítja."[1][2]

Kovács Zoltán kormányszóvivő azt nyilatkozta, hogy a kormány továbbra is elszánt az Erzsébet-program megtartásában, ugyanakkor tudomásul veszi és tiszteletben tartja az Európai Bíróság magyar cafeteria-rendszerről szóló döntését. Azt is közölte, hogy a kormány szerdai ülésén tárgyal a kérdésről, és egy olyan rendszert hoznak létre, amely megfelel az európai unió követelményeinek, de legfőképpen tiszteletben tartja, figyelembe veszi a magyar emberek érdekét.